# 愛國歐洲人反對西方伊斯蘭化

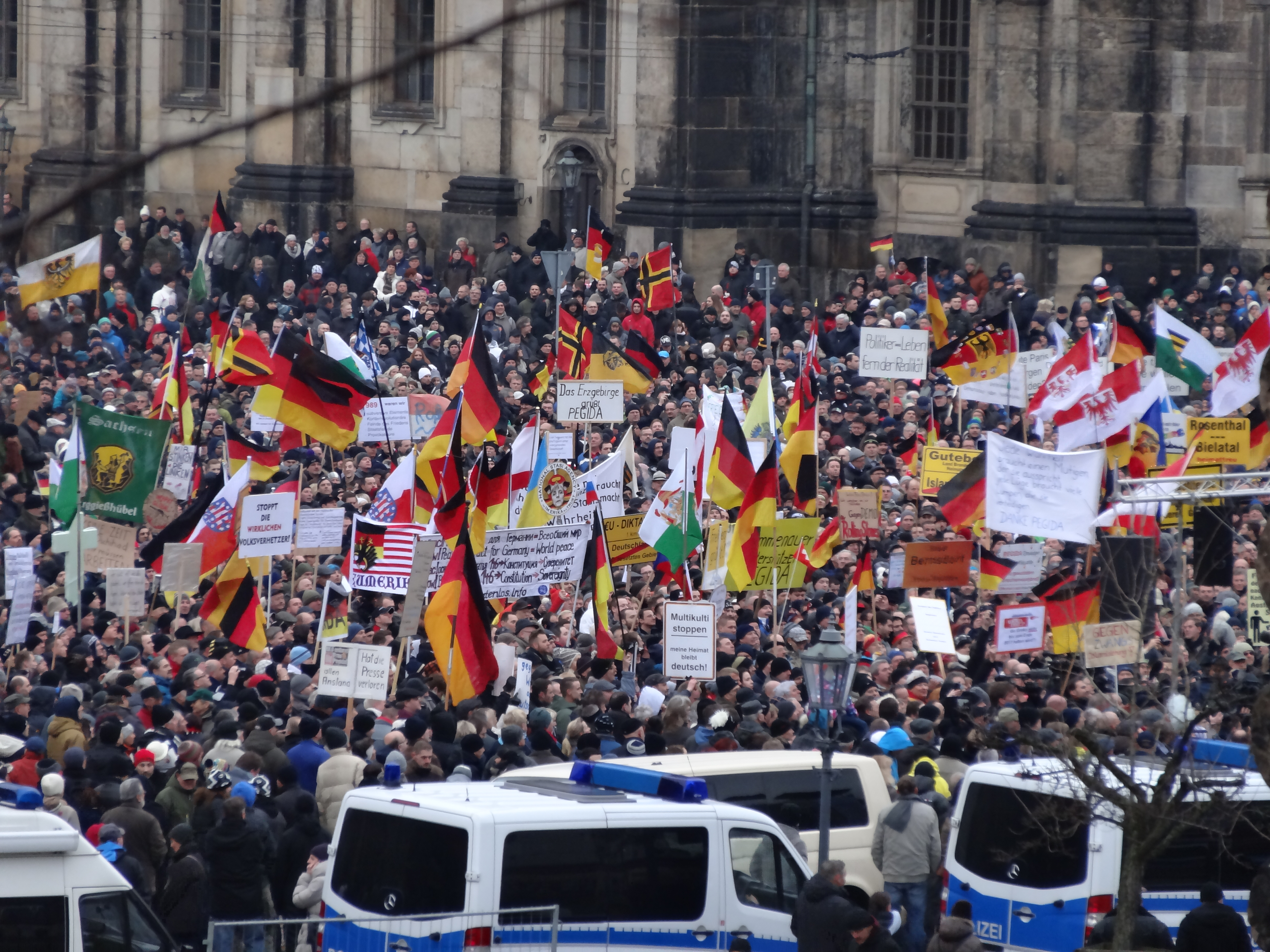

愛國歐洲人反對西方伊斯蘭化（德語：Patriotische Europäer gegen die Islamisierung des Abendlandes，缩写；或譯歐洲愛國者抵制西方伊斯蘭化）是2014年从德國興起的一個歐洲右派民粹主義的政治運動，由盧茨·巴赫曼（Lutz Bachmann）於2014年10月在德累斯頓發起，爭取保護德國及欧洲社會的猶太教－基督教文化。
PEGIDA自稱不支持種族主義、不支持仇外並反對極端主義。

## 歷史
PEGIDA在每個星期一於德累斯頓發起街頭集會，初期只有數百人參加，其後聲勢日壯，2015年1月5日在德累斯頓的集會有多達18000人參加，PEGIDA當日也在柏林和科隆舉行集會，不過參加人數與德累斯頓相比就少得多。
德國《亮点》雜誌在2015年1月1日發表的一個民意調查指有13%的受訪者有意參加在他們家附近舉行的「反伊斯蘭化」遊行，29%認為鑒於伊斯蘭教對德國人的生活造成影響，PEGIDA的遊行是有理據的，不過有三分二受訪者認為PEGIDA誇大了德國的「伊斯蘭化」威脅。
在查理周刊总部枪击案過後，雖然德國主流政界呼籲民眾不應參加PEGIDA的集會，1月12日PEGIDA在德累斯頓的集會參與者仍增至25000人。同日德國多地有數以萬計的人參加反PEGIDA的集會。

## 領導層
PEGIDA由7人組成的委員會領導，各人權力相同，主席一職並不擁有更大權力，僅為符合德國法律要求而設置。
2015年1月21日，盧茨·巴赫曼因為被揭發模仿希特勒樣貌自拍並在網上發放照片，以及被指發表針對移民的仇恨言論而引起爭議，宣佈辭去PEGIDA的領導人之位。稍後有媒體指出引起爭議的模仿希特勒自拍照是在後來被人改圖，原照片的巴赫曼無髭，不過巴赫曼在改圖照片見報時沒有提出反駁，他後來解釋是因為他當時認為不會有人相信他，為了減少損害而選擇下台。2015年2月，盧茨·巴赫曼又被PEGIDA重新選為領導人。

## 選舉
在2015年6月的德累斯頓市長選舉中，獲得德國國家民主黨支持的PEGIDA參選人Tatjana Festerling在首輪投票取得9.6%得票率。Tatjana Festerling沒有參選7月舉行的次輪投票。7月7日，盧茨·巴赫曼宣佈PEGIDA於未來將會在德國各地參選。

## 2016年及以後
在2016年，雖然PEGIDA繼續於每個星期一在德雷斯頓舉行遊行，不過參與人數已大減。2016年10月16日，有數千人參加PEGIDA在德雷斯頓的成立兩周年紀念遊行。

## 旗幟標誌
PEGIDA集會所使用的旗幟標誌如德国国旗及薩克森州旗，萨克森王国旗以及神圣罗马帝国的旗幟標誌。

薩克森州的現代旗幟。
二戰的結束後德國所提出的旗幟。
神聖羅馬帝國皇帝的旗幟。
薩克森國王旗帜。
德國國旗。
德國學生兄弟會""的旗幟。

## 外部連結
- 官方网站